# Ващук Оксана Олегівна
Окса́на Оле́гівна Ващу́к (11 лютого 1989, Іваничі, Волинська область) — українська борчиня вільного стилю, бронзова призерка чемпіонату світу серед студентів, чемпіонка Європисеред юніорів, учасниця Олімпійських ігор. Майстер спорту України міжнародного класу з вільної боротьби.

## Біографія та досягнення
Народилася 11 лютого 1989 у селищі Іваничі Волинської області. Студентка ІІІ курсу Львівського державного училища фізичної культури.
Вага — 72 кг. Ріст — 167 см. Перший тренер — Іван Палій.
Бронзова призерка чемпіонату Європи серед кадетів 2006, бронзова призерка молодіжного чемпіонату світу 2007 в Китаї, чемпіонка Європи 2008 року серед юніорів, чемпіонка України. Тренери — Іван Палій, Андрій Пістун. На Олімпійських Іграх 2008 року вибула з ⅛ фіналу, програвши іспанці Майдер Унді.
Хобі — література.

## Спортивні результати на міжнародних змаганнях

### Виступи на Олімпіадах
| Змагання                    | Збірна  | Вагова категорія          | Місце |
| --------------------------- | ------- | ------------------------- | ----- |
| Літні Олімпійські ігри 2008 | Україна | жіноча боротьба, до 72 кг | 12    |

### Виступи на Чемпіонатах світу
| Змагання                        | Збірна  | Вагова категорія          | Місце |
| ------------------------------- | ------- | ------------------------- | ----- |
| Чемпіонат світу з боротьби 2012 | Україна | жіноча боротьба, до 72 кг | 9     |
| Чемпіонат світу з боротьби 2015 | Україна | жіноча боротьба, до 75 кг | 12    |

### Виступи на Європейських іграх
| Змагання              | Збірна  | Вагова категорія          | Місце |
| --------------------- | ------- | ------------------------- | ----- |
| Європейські ігри 2015 | Україна | жіноча боротьба, до 75 кг | 7     |

### Виступи на Кубках світу
| Змагання                    | Збірна  | Вагова категорія          | Місце |
| --------------------------- | ------- | ------------------------- | ----- |
| Кубок світу з боротьби 2009 | Україна | жіноча боротьба, до 72 кг | 8     |
| Кубок світу з боротьби 2014 | Україна | жіноча боротьба, до 69 кг | 8     |

### Виступи на Чемпіонатах світу серед студентів
| Змагання                                        | Збірна  | Вагова категорія          | Місце  |
| ----------------------------------------------- | ------- | ------------------------- | ------ |
| Чемпіонат світу з боротьби серед студентів 2010 | Україна | жіноча боротьба, до 72 кг | Бронза |

### Виступи на інших змаганнях
| Змагання                                     | Збірна  | Вагова категорія          | Місце  |
| -------------------------------------------- | ------- | ------------------------- | ------ |
| Київський Міжнародний турнір з боротьби 2012 | Україна | жіноча боротьба, до 72 кг | Бронза |
| Гран-прі «Харі Рам» 2012                     | Україна | жіноча боротьба, до 67 кг | Золото |
| Відкритий чемпіонат Польщі з боротьби 2012   | Україна | жіноча боротьба, до 67 кг | 7      |
| Вогні Москви 2013                            | Україна | жіноча боротьба, до 72 кг | Срібло |
| Гран-прі «Іван Яригін» 2014                  | Україна | жіноча боротьба, до 69 кг | 9      |
| Турнір Дана Колова — Николи Петрова 2014     | Україна | жіноча боротьба, до 69 кг | Срібло |
| Турнір Олександра Медведя 2015               | Україна | жіноча боротьба, до 69 кг | 5      |

### Виступи на змаганнях молодших вікових груп
| Змагання                                       | Збірна  | Вагова категорія          | Місце  |
| ---------------------------------------------- | ------- | ------------------------- | ------ |
| Чемпіонат Європи з боротьби серед кадетів 2006 | Україна | жіноча боротьба, до 70 кг | Бронза |
| Чемпіонат Європи з боротьби серед юніорів 2006 | Україна | жіноча боротьба, до 72 кг | 5      |
| Чемпіонат світу з боротьби серед юніорів 2007  | Україна | жіноча боротьба, до 72 кг | Бронза |
| Чемпіонат Європи з боротьби серед юніорів 2008 | Україна | жіноча боротьба, до 72 кг | Золото |
| Чемпіонат світу з боротьби серед юніорів 2009  | Україна | жіноча боротьба, до 72 кг | 5      |